# Dáinn
Dáinn (del nórdico antiguo, el muerto) es un enano en la mitología nórdica.
En el poema Hyndluljóð se le menciona como el creador del jabalí mágico de Freyja llamado Hildisvíni, junto a la colaboración de otro enano llamado Nabbi. Dáinn es también mencionado como un enano en la þula de Völuspá.
Su nombre también se encuentra presente como parte del nombre de la espada del rey Högni, llamada Dáinsleif (‘legado de Dáinn’), la cual siempre que es desenvainada debe matar a un hombre, y sus heridas nunca curan.
En una estrofa de Sigvatr Þórðarson en el Hávamál se hace referencia a Dáinn, pero en esta ocasión se trata de un elfo que tallaba runas. Dáinn también es uno de los cuatro ciervos que habitan bajo las ramas de Yggdrasil.